# Conca del Paranà
La conca del Paranà és una de les dotze regions hidrogràfiques del territori brasiler. La regió comprèn una àrea de 879.860 km², distribuïts en set Unitats de la Federació: Mines Gerais, Estat de Goiás, Mato Grosso do Sul, São Paulo, Paraná, Santa Catarina i el Districte Federal. El Riu Paranà és el principal curs d'aigua de la conca, però de gran importància també són els seus afluents i formadors com els rius Grande, Paranaíba, Tietê, Paranapanema, Iguaçú, d'entre uns altres. La seva vegetació era la Mata Atlântica, el Cerrado i la Mata d'Araucárias, que van anar fortament desforestat al llarg de l'ocupació de la regió. La conca de Paraná és la regió més industrialitzada i urbanitzada del país. En ella resideix gairebé un terç de la població brasilera, destacant-se com principals aglomeracions urbanes les regions metropolitanes de São Paulo, Campinas i de Curitiba. Es tracta de la conca hidrogràfica amb la major capacitat instal·lada d'energia elèctrica del país i també la de major demanda. Es destaquen les fàbriques d'Itaipú, Furnas, Puerto Primavera, etc